# Bad Times at the El Royale

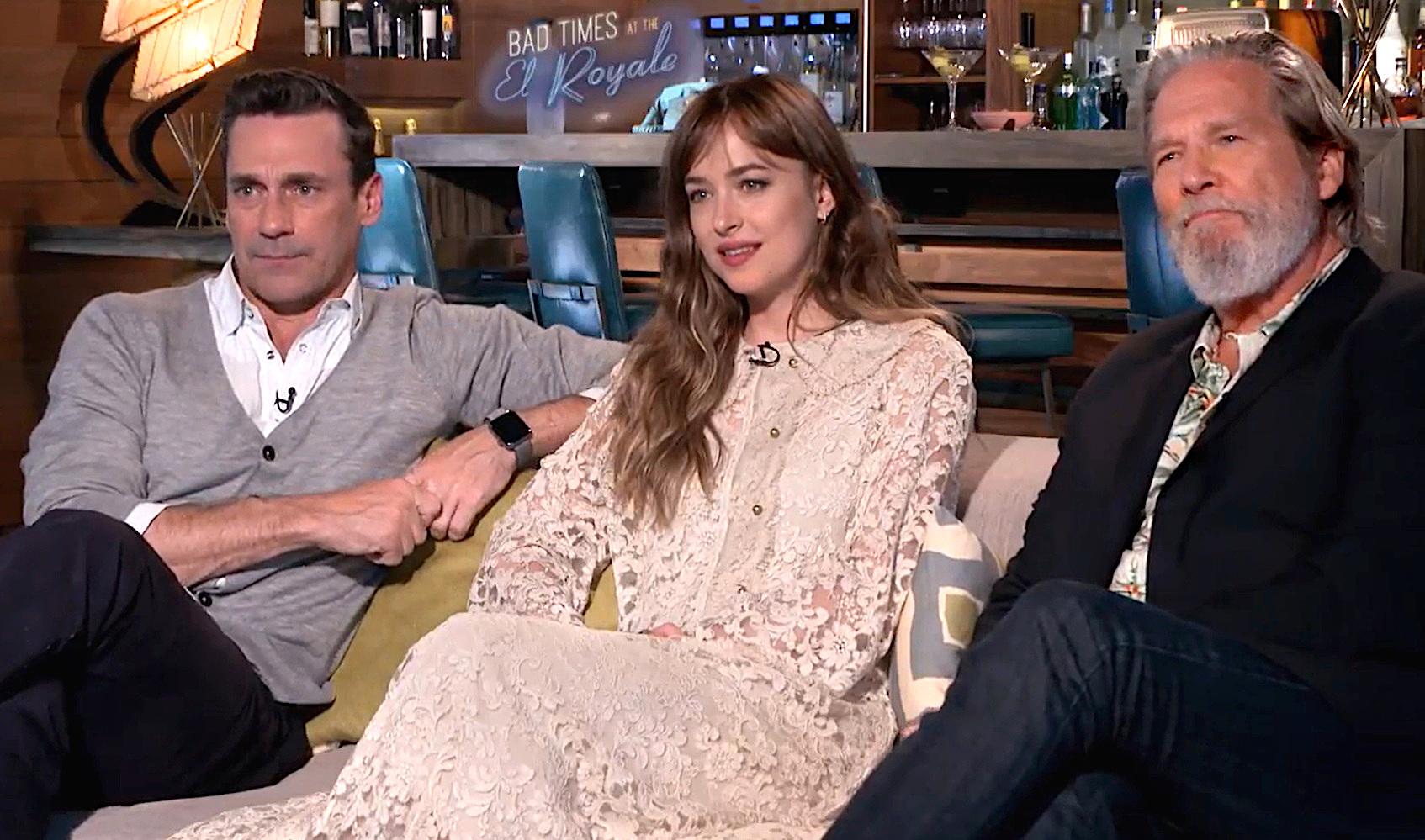
Besetzung von Bad Times at the El Royale (von links nach rechts: Jon Hamm, Dakota Johnson, Jeff Bridges)

Bad Times at the El Royale ist ein US-amerikanischer Mystery-Thriller mit Elementen des Neo-Noir-Films aus dem Jahr 2018. Die Handlung dreht sich um sieben Personen, die in einer Nacht des Jahres 1969 im heruntergekommenen Hotel El Royale am Lake Tahoe zusammentreffen und deren dunkle Geheimnisse und Pläne im Laufe des Geschehens miteinander kollidieren. Die Hauptfiguren werden gespielt von Jeff Bridges, Cynthia Erivo, Dakota Johnson, Jon Hamm, Cailee Spaeny, Lewis Pullman und Chris Hemsworth.
Nach The Cabin in the Woods, einer Horrorkomödie aus dem Jahr 2012, ist dies der zweite Spielfilm des Drehbuchautors Drew Goddard, bei dem er auch die Regie übernahm. Die Premiere fand am 27. September 2018 auf dem Fantastic Fest in Austin statt. In den deutschen Kinos lief der Film am 11. Oktober 2018 und in den amerikanischen Kinos am darauffolgenden Tag an.

## Handlung
Im Jahre 1969 treffen fast gleichzeitig vier einander unbekannte Personen im „El Royale“ ein, einem Hotel mit einem seit einem Jahr stillgelegten Casino auf der Grenze zwischen Kalifornien und Nevada. Das Hotel scheint ansonsten unbelegt und nicht mehr auf regen Betrieb eingestellt zu sein. Es scheint nur noch einen einzigen Mitarbeiter zu beschäftigen, den etwas nervös, aber eifrig wirkenden Miles Miller, der die Gäste nacheinander eincheckt. Die Gäste stellen sich als Pfarrer Daniel Flynn, Sängerin Darlene Sweet und Staubsaugervertreter Seymour Sullivan vor. Die vierte Person, eine junge Frau mit Hippie-Allüren, möchte unerkannt bleiben und trägt sich unter dem Namen „Fuck You“ ins Gästebuch ein. Sullivan betont, dass er unbedingt die Honeymoon Suite will. Der Pfarrer sucht sich Zimmer Nr. 4 aus. Darlene gibt sich mit Zimmer Nr. 5 zufrieden und der jungen Frau wird Zimmer Nr. 7 zugewiesen.
In seiner Suite macht sich Sullivan daran, zielgerichtet Abhörgeräte (Wanzen) aufzuspüren, die dort anscheinend vor längerer Zeit versteckt wurden. Erstaunt stellt er fest, dass das Zimmer mit einem Satz ihm unbekannter Geräte doppelt verwanzt ist. Bei der Suche entdeckt er einen Spiegel, der ihm verdächtig vorkommt. Er schleicht sich in die Lobby und entwendet den Generalschlüssel. Als er beginnt, das Hotel genauer zu untersuchen, stößt er erst auf den (aufgrund von Drogenkonsum) bewusstlosen Miles und danach auf einen Geheimgang, der hinter den Räumen verläuft und von dem aus man durch die Rückseite der Spiegel die einzelnen Zimmer beobachten kann. Dabei sieht er, dass sich der als Pfarrer gekleidete Flynn am Boden seines Zimmers zu schaffen macht, Darlene Sweet eine probende Sängerin ist und dass sich in dem Zimmer der unbekannten Frau ein gefesseltes Mädchen befindet. Außerdem steht am Ende des Gangs eine Filmkamera. Daraufhin kontaktiert Sullivan, in Wirklichkeit ein Special Agent des FBI, von einer Telefonzelle auf dem Hotelparkplatz aus seinen obersten Vorgesetzten J. Edgar Hoover. Der FBI-Chef hat ihn persönlich mit der Beseitigung der Spuren der letzten Abhöraktion beauftragt. Sullivan unterrichtet Hoover über die augenscheinliche Freiheitsberaubung in Zimmer Nr. 7, wird aber schroff ermahnt, sich ausschließlich auf seinen Auftrag zu konzentrieren. Auch soll er bis zur Sicherstellung jeglicher Ton- und Bildaufzeichnungen die anderen Gäste an der Abreise hindern. Daraufhin manipuliert Sullivan deren Fahrzeuge.
In der Zwischenzeit überredet Flynn die dunkelhäutige Sweet zu einem gemeinsamen Abendessen im Casino, während dessen sich beide ein wenig kennenlernen. Sweet ist eine unbekannte Sängerin, die vor Machenschaften innerhalb der Musikindustrie geflohen ist und sich nun mit kleinen Auftritten durchzuschlagen versucht. Am Tag darauf hat sie einen Auftritt in Reno (Nevada) und lädt Flynn ein, sich den Auftritt anzuschauen. Als er versucht, Sweet ein Betäubungsmittel in ihr Getränk zu mischen, schlägt sie ihn mit einer Flasche nieder und flüchtet aus dem Casino, muss jedoch feststellen, dass ihr Fahrzeug nicht anspringt. Als Miller dann Flynn auf dem Boden entdeckt, ist dieser zunächst verwirrt und gibt an, er sei allein in der Lobby gewesen. Miller ersucht Flynn um die Abnahme der Beichte, doch dieser weicht aus und befragt Miller stattdessen zu dem Casino. Es stellt sich heraus, dass Miller für seine Vorgesetzten in der Vergangenheit die Gäste mithilfe des geheimen Ganges und der dort aufgestellten Kamera heimlich gefilmt und die Aufnahmen anschließend an seine Vorgesetzten gesandt hat. Einen Film aber hat er aus Sympathie zu dem Gefilmten nicht übersendet. Während sie gemeinsam durch den Gang gehen, bemerken auch sie den Raum mit der entführten Person.
Sullivan ignoriert seine Anweisungen und versucht, die entführte Person zu befreien. Er wird jedoch von der unbekannten Frau mit einer Schrotflinte erschossen. Weil Sullivan während des Schusses vor dem Spiegel steht, wird auch der hinter dem Spiegel stehende Miller getroffen und, sich vor Schmerzen windend, von Flynn im Gang zurückgelassen. Flynn nimmt den von Miller erwähnten Film aus dessen Zimmer an sich und verschwindet. Die Frau entdeckt durch das Loch im Spiegel sowie die Schmerzensschreie ebenfalls den Gang und den blutenden Miller. Es stellt sich heraus, dass es sich bei der Frau um Emily Summerspring handelt, die ihre eigene Schwester entführt hat, um diese aus den Fängen eines gewalttätigen Sektenführers namens Billy Lee zu entreißen. Ihre entführte Schwester Rose ist allerdings nicht einverstanden damit, kontaktiert bei der nächsten Gelegenheit heimlich Lee und teilt diesem ihren Aufenthaltsort mit.
Auch Sweet konnte den Schuss durch die offenstehende Tür aus ihrem Wagen heraus beobachten und wird kurz darauf von Flynn überrascht, der sie überredet, mit ihm zu sprechen, anstatt ihn zu erschießen. Er offenbart ihr, dass er kein Pfarrer, sondern ein verurteilter Bankräuber ist, der nach 10 Jahren gerade vorzeitig aus dem Gefängnis entlassen wurde und nun die Beute aufspüren möchte, die sein Komplize hier versteckt haben soll. Er wollte sie auch mit dem Betäubungsmittel im Trinkglas nicht sexuell bedrängen, sondern sie lediglich außer Gefecht setzen, weil er die Beute in ihrem Zimmer vermutet, nachdem er sie in seinem nicht gefunden hat. Gemeinsam finden sie tatsächlich das Geld unter dem Bodendielen ihres Zimmers und wollen sich aus dem Staub machen, werden jedoch von Lee und seinen Leuten aufgehalten, die gerade auftauchen.
Emily hat Miller, der durch eine Schrotladung im Gesicht getroffen und schwer verletzt worden ist, in den Hauptraum des Casinos gebracht. Miller deutet im Gespräch mit Emily immer wieder an, dass er schlimme Dinge gesehen und getan habe. Als Lee mit seinen Anhängern und den beiden Geiseln eintrifft, ist Emily im Gegensatz zu Rose nicht begeistert. Emily, Miller, Flynn und Sweet sitzen nun gefesselt an einem Tisch und müssen sich Lees Verhör aussetzen. Während alle anderen äußerlich ruhig und gefasst die Psychospielchen Lees ertragen, macht Miller einen nervösen Eindruck und bittet Flynn, den er immer noch für einen Priester hält, um die Beichte.
Lee erschießt Emily, und es sieht so aus, als kämen nun alle nacheinander an die Reihe. In einem unbeachteten Moment springt Flynn auf und gibt Lee einen Kopfstoß. Durch den Sturz der beiden gelangt Miller in den Besitz einer Waffe, ohne sie jedoch einzusetzen. Mit Hilfe einer Rückblende wird offenbart, was Miller die ganze Zeit mit den schrecklichen Dingen meinte, die er getan hat: Als Scharfschütze in Vietnam hat er 123 Menschen getötet. Der innere Konflikt löst sich bei Miller auf, als Sweet ihm zu verstehen gibt, dass niemand ihn zwingen wird zu schießen. Miller, angespornt von dieser Zuwendung, übernimmt nun Eigenverantwortung, ergreift die Waffe und tötet innerhalb kürzester Zeit Lee und seine Anhänger mit gezielten Schüssen. Als Miller auf die um Lee trauernde Rose zugeht, um sie zu trösten, ersticht diese Miller. Rose wird daraufhin von Flynn getötet. Bevor Miller stirbt, nimmt Flynn ihm, weil Darlene es so wünscht, die Beichte ab und erteilt Miller die Absolution. Miller stirbt getröstet. Darlene Sweet und Flynn, als einzig am Leben Gebliebene, nehmen sich das Geld, verbrennen aber den Film, den Flynn von Miller entwendet hatte. Es bleibt offen, wer auf dem Film zu sehen war, nur dass es sich um eine bekannte, bereits verstorbene Person handelt und dass die Aufnahmen viel Geld einbringen würden.
Während ihres Auftritts in Reno sieht Sweet Flynn unter den Gästen und lächelt. Während des Abspanns hört man sie singen.

## Produktion
Im März 2017 gab 20th Century Fox bekannt, die Rechte an Goddards Drehbuch erworben zu haben. Die Regie werde der Autor selber übernehmen. Goddard produzierte den Film gemeinsam mit Jeremy Latcham, der kurz zuvor Marvel Studios verlassen und mit 20th Century Fox seine eigene Firma Latcham Pictures gegründet hatte. Bad Times at the El Royale markiert ihre erste Produktion.

### Dreharbeiten
Im August 2017 wurden die Namen von Jeff Bridges, Chris Hemsworth, Cailee Spaeny und Cynthia Erivo als ersten Hauptdarstellern bekannt. Die Broadway-Darstellerin, Tony-Award-, Grammy- und Emmy-Gewinnerin (als Hauptdarstellerin und Sängerin in der Musicalversion von Die Farbe Lila) Erivo gab mit dem Film ihr Debüt auf der Kinoleinwand.
Die Dreharbeiten fanden von Ende Januar bis April 2018 in Vancouver, Burnaby und British Columbia statt.
Das Szenenbild stammt von Martin Whist, der zuvor unter anderem bei Predator – Upgrade, Nachts im Museum: Das geheimnisvolle Grabmal und RoboCop diese Aufgabe übernommen hatte. Für die Ausstattung war Hamish Purdy verantwortlich, der unter anderem bei Man of Steel, Mission: Impossible – Phantom Protokoll, Power Rangers oder The Revenant – Der Rückkehrer mitgewirkt hatte. Beide waren bereits bei Goddards Regieerstling The Cabin in the Woods in diesen Funktionen verantwortlich gewesen.
Die Produktionskosten betrugen rund 32 Millionen US-Dollar.

### Synchronisation
| Darsteller      | Rolle                      | Synchronsprecher  |
| --------------- | -------------------------- | ----------------- |
| Jeff Bridges    | Daniel Flynn               | Joachim Tennstedt |
| Cynthia Erivo   | Darlene Sweet              | ?                 |
| Jon Hamm        | Seymour „Laramie“ Sullivan | Sascha Rotermund  |
| Lewis Pullman   | Miles Miller               | Patrick Keller    |
| Dakota Johnson  | Emily Summerspring         | Kaya Marie Möller |
| Cailee Spaeny   | Rose Summerspring          | Léa Mariage       |
| Chris Hemsworth | Billy Lee                  | Tommy Morgenstern |

### Filmmusik
Die Filmmusik wurde von Michael Giacchino komponiert. Hauptdarstellerin Erivo sang mehrere Klassiker der Soul- und R&B-Musik der 1960er-Jahre für den Soundtrack neu ein. Bereits die Trailer zum Film wurden mit This Old Heart of Mine (Is Weak for You) im Original der The Isley Brothers und mit Gesang von Erivo sowie Frankie Vallis Can't Take My Eyes Off You unterlegt.

### Veröffentlichung
Bad Times at the El Royale feierte am 27. September 2018 Premiere als Abschlussfilm des alljährlichen Fantastic Fest Filmfestivals in Austin, das seine Schwerpunkte auf die Filmgenres Horror, Science Fiction, Fantastischer Film und Action legt. Die Europapremiere fand am nächsten Tag beim 66. Festival Internacional de Cine de San Sebastián als Abschlussfilm außerhalb des offiziellen Wettbewerbs statt.
Der Kinostart der synchronisierten Fassung in Deutschland, Österreich und der deutschsprachigen Schweiz erfolgte am 11. Oktober 2018, in den US-amerikanischen Kinos am Tag darauf. Der mit bekannten Schauspielern besetzte Film konnte weltweit die Produktionskosten wieder einspielen. Weder in Deutschland noch in den USA konnte der Film sich unter den 100 erfolgreichsten Filmen des Kinojahres 2018 platzieren.
Anfang 2019 erschien der Film als auf UHD-Blu-Ray mit HDR10+.

## Rezeption

### Kritiken
In der englischsprachigen Filmkritik fand der Film eine überwiegend wohlwollende Aufnahme. So sind 75 % der 260 bei Rotten Tomatoes verzeichneten Kritiken positiv, während Metacritic bei erfassten 43 Kritiken 60 von 100 möglichen Punkten ausweist. In vielen Kritiken wird ein Bezug zu Filmen von Quentin Tarantino hergestellt und die legendäre Cal Neva Lodge & Casino als Vorbild für das Motel gesehen; von den Darstellern erreichte Cynthia Erivo die meiste Aufmerksamkeit.
In einer ausführlichen Rezension in den Stuttgarter Nachrichten beschreibt Kathrin Horster das Setting und die Atmosphäre des Films: „Von popkulturellen Versatzstücken und Zitaten lebt auch ‚Bad Times‘. Man kann sich dem schmerzhaft nostalgischen Charme des Hotels kaum entziehen mit seiner permanent Motown-Hits dudelnden Wurlitzer-Jukebox, den Natursteinböden und Grafiktapeten. Doch hinter der Fassade vergilbter Heimeligkeit lauert der Wahnsinn in Form typisch amerikanischer Paranoia: Das Hotel ist durchzogen von Geheimgängen mit Überwachungsfenstern und bis in den letzten Winkel verwanzt, über das TV-Gerät in der Lobby flimmern Bilder von Richard Nixon, dem wohl berüchtigtsten Abhör-Maniker dieser Jahre.“ Horster lobt in ihrem Fazit den Regisseur und die Umsetzung des Sujets durch den Vergleich mit bekannten Filmgrößen: „Wie Martin Scorsese, Quentin Tarantino oder David Lynch erzeugt Goddard durch den Kontrast von handfester Gewalt und jenseitiger Süßlichkeit enorme Spannung. Dass der Regisseur wie seine bekannteren Kollegen am Ende nicht alle Fragen klärt, gehört zum Konzept. Der amerikanische Wahnsinn mag einen Ursprung haben, völlig entschlüsseln lässt er sich nicht.“
Martin Schwickert bei epd Film sieht eine phänomenale Figurenkonstellation, in einem Film, der niemals langweilig wird und aus dem Mainstream herausragt. Auch im Spiegel findet sich David Kleingers von einem originellen Spiel mit Erwartungshaltungen sehr gut unterhalten. Als weitgehend gelungenen, vergnüglich fesselnden Genrefilm bezeichnet Jörg Gerle im Filmdienst das Werk. Juliane Liebert findet in der Süddeutschen Zeitung, dass die Geheimnisse zu schnell verraten werden, und auch Tim Casper Boehme meint in seiner taz-Kritik, dass man weitaus mehr Spannung aus der Zusammensetzung der Handlung hätte erzeugen können. Einen eher oberflächlichen, formalen Ausstattungsfilm, welcher sehr in seinen Neo-Noir und Retro-Stil verliebt ist, sieht Daniel Kothenschulte in seiner Rezension für die Frankfurter Rundschau. Marietta Steinhart in der Zeit bezieht sich auch auf den Retro-Stil, wobei sie das Ende der gesellschaftlichen Träume Ende der 60er Jahre wiedergegeben sieht. Die Handlung findet sie manchmal etwas chaotisch, der Stil erinnert Steinhart auch an Tarantino, sie sieht aber in Goddards Film mehr Empathie und weniger Süffisanz.
Gaby Tscharner lobt in ihrer Kritik für die Schweizer Webseite Cineman ebenfalls Stil, Setting und Soundtrack des Films und nimmt Bezug auf Lynch und Tarantino – letzteres aber nicht so positiv wie Horster: „Der Film ist ein Mix aus Film Noir, Technicolor und David Lynchs TV-Serie Twin Peaks, der mehr Stil als Substanz aufweist. Bad Times at the El Royale verliert an Glaubwürdigkeit, als Chris Hemsworth als eine Art Charles Manson-Verschnitt auftaucht.“ Zudem hebt sie die ihrer Auffassung nach zu weitschweifige Erzählung der Geschichte hervor: „Bad Times at the El Royale ist gespickt mit endlosen Monologen, die von den renommierten Schauspielern zwar gekonnt interpretiert werden, die aber nicht die Qualität haben, wie sie zum Beispiel von Quentin Tarantino oder Aaron Sorkin geschrieben werden. Der fast zweieinhalb Stunden lange Film erzählt dieselben Szenen aus mehreren Perspektiven, was die Geschichte nur schleichend vorwärts treibt.“
Sheri Linden zeigt sich im The Hollywood Reporter begeistert von den „Zutaten“ des Films, merkt aber auch an, dass die Erzählung durch die vielen Perspektivwechsel manchmal verlangsamt werde. Sie lobt die darstellerische Leistung von Bridges und insbesondere das beeindruckende Leinwanddebüt Erivos als „Wunderwerk der Stille“.

### Auszeichnungen und Nominierungen (Auswahl)
London Critics’ Circle Film Award 2019
- Nominierung in der Kategorie Beste Nebendarstellerin für Cynthia Erivo

Saturn-Award-Verleihung 2019
- Auszeichnung in der Kategorie Bester Thriller
- Nominierung in der Kategorie Bestes Drehbuch für Drew Goddard
- Nominierung in der Kategorie Bester Hauptdarsteller für Jeff Bridges
- Nominierung in der Kategorie Bester Nebendarsteller für Lewis Pullman
- Nominierung in der Kategorie Beste Nebendarstellerin für Cynthia Erivo[30]